# 千葉工業大学
千葉工業大学（ちばこうぎょうだいがく、英語: Chiba Institute of Technology）は、千葉県習志野市津田沼2丁目17番1号に本部を置く日本の私立大学。1942年創立、1942年大学設置。大学の略称は千葉工大（ちばこうだい）または工大、英称ではCITまたはChibaTech。

## 概観
千葉工業大学は、第2次世界大戦開戦日の1941年（昭和16年）12月8日に設立許可申請がなされ、同大戦中の1942年（昭和17年）5月15日に日本国政府主導のもと国策で設立された大学を起源に始まった。今日においては日本で現存する最古の工業大学で、現存する私立の理工系大学としても最も長い歴史を持ち、国公立を含む日本の理工系大学としては東京科学大学に次ぎ2番目に古い大学でもある。
- 戦前の日本の高等教育においては官立（国公立）優位が絶対の時代であり、私立大学が国公立と対等に扱われるようになるのは戦後の学制改革以降のことで、当時は理工系の分野では私立大学の理工科よりも、官立の高等工業学校の方が格上と見なされるのが一般的であった。千葉工業大学は、日本の私立工業大学（私立理工系大学）として藤原工業大学（後の慶應義塾大学理工学部）に続き、国内で2番目に古い私立の工業大学として設立されたが、藤原工業大学のような純粋な私立大学として設立されたのではなく、国の要請に基づき、国策に沿って設立されたこともあり、当時としては「官立大学に準ずる大学」として位置づけられ、特異な存在だった。特に東京帝国大学に憧れて浪人を繰り返してしていた受験生を中心に人気を集め、1944年（昭和19年）の受験では定員の45倍の受験生が殺到した（『千葉工業大学50年史』より）。そのため、設立当初の学内は「帝大派」「工大派」「玉川学園派」の3つの派閥に分かれていたとされる（詳しくは校章作成のエピソードを参照）。

2025年現在、学長は伊藤穰一(就任時ビデオ)。現在までに14代の学長が統じており、初代学長は京都帝国大学の元総長である小西重直。
設置科は5学部17学科、大学院10研究科修士課程19専攻・博士後期課程4専攻で
、学生数は約1万名。また津田沼駅前にある津田沼キャンパスと新習志野キャンパス、および東京スカイツリーキャンパスの3つのキャンパスを有する。
週刊東洋経済誌 臨時増刊『大学特集 本当に強い大学2025週刊』において、「教育・研究力」「就職力」「財務力」「国際力」の4つの観点から全国562大学を総合的に評価した「本当に強い大学ランキング2025」で 全国総合14位、関東・首都圏エリアの私立大学では第4位（国公私含めて第6位）にてランクされている。
2018年度の志願者数は78,905人で、日本の私立大学の中で第10位である。2023年度には志願者数は14万5128人で、全国第2位に達している。2024年度の志願者数は全国1位となる16万2005人となり、史上最多志願者数を更新した。

## 沿革

### 歴史
千葉工業大学は、1942年（昭和17年）5月15日に国家中枢を担う人材養成を目指し太平洋戦争に中に設立されたが、日本の敗戦後は、もっぱら現存する日本最古の私立工業大学として中堅技術者の育成という役割を担ってきた。しかし、近年は「建学の精神に帰ろう」を合言葉に自学の建学精神をもう一度見直し、現在は「世界文化に技術で貢献する」を目標に国家や社会で活躍する理系人材の養成を目指して建学以来の大改革を行っている。
本学の基礎は、教養教育においては小西重直博士、小原國芳博士、本間俊平によって、工学教育においては本多光太郎博士、八木秀次博士によって築かれた（千葉工業大学五十年史刊行委員会『千葉工業大学五十年史』千葉工業大学、1992年を参照の事）。
千葉工業大学の原点は創立者でもある小原國芳が京都帝国大学の学生時代に構想した理想の教育をする「夢の学校」計画に起源を持つ。そして、明治から昭和時代まで教育者・小原國芳と小原を取り巻く教育者たちの体験と研究に基づき理想が具現化されていったのであり、その理想の教育精神は欧米の進歩主義および新教育運動の影響も受けながら、江戸時代までの吉田松陰や広瀬淡窓などの先哲たちの教育思想を融合したもので、松下村塾や咸宜園の教育精神を基盤としている。
また、「大学の教育は理工系人材たる前に紳士たれ」という理念のもと、全人教育を基本にリベラルアーツ教育と人間教育などが重要視され、設立当時、制服は一般的な学生服ではなく、紳士服を採用し、日本の「ジェントルマン」たる姿勢を備えた人格形成を目指し、個性の伸長にも注力（千葉工業大学50年史より）。
尚、大学のホームページでは教育目標として下記を掲げている。
師弟同行（していどうぎょう）、師弟共生（していきょうせい）の教育を以て、
- 広く世界に知識を求める好学心を持つ人材の育成
- 自ら学び、自ら思索し創造する人材の育成
- 自由闊達、機智縦横な人材の育成
- 善隣及び協力をつくり上げていく人材の育成
- 高度な専門知識と豊かな教養を持つ、学理及び技術に優秀な人材の育成

を目指す。
また、教育理念は、欧米の進歩主義教育と、江戸時代の吉田松陰や広瀬淡窓などの先哲たちの思想を融合したもので、松下村塾や咸宜園の精神を基盤とし、20世紀初頭の欧米で起きた新教育運動の影響も受けた（詳細は「興亜工業大学設立趣意書」参照）。

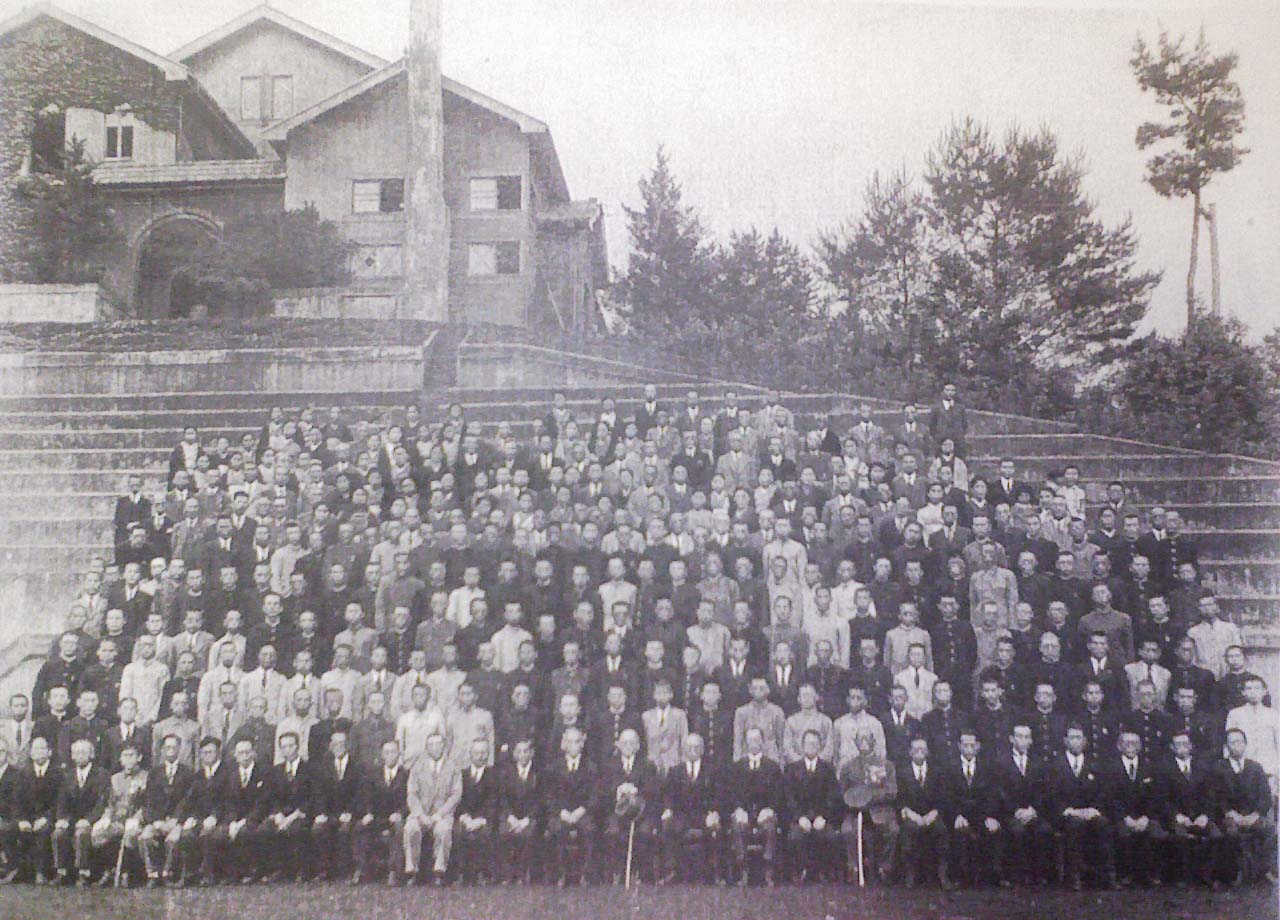
第一期生入学式記念写真(1942年6月8日、玉川学園内にて撮影)

計画当初、小原ら関係者は滝川事件などの経験から国立教育の限界を感じ、自由と多様性がある私学こそ、国家を支える人材を養成するのに相応しい環境であると考え「明治維新の大業は私学が成した」と私学教育の重要性を説いた。また、幕末期の日本の松下村塾やヨーロッパのパブリックスクールなどの影響も受け、当初「玉川塾工業大学」として玉川学園の主導によって計画されたが、国から校名を「興亜」か「東亜」に変更するように通達がなされ、途中で大学設置計画は国の主導で行われる。
当時の社会的風潮（全体主義や軍国主義）に反する教育理念（個性尊重や自由主義）を掲げていたため、軍部や旧来の教育をする関係者からの反発や圧力が強く、設立は難航したが、橋田邦彦文部大臣をはじめ、皆川治広東京市教育局長、小西重直元京都帝国大学総長、本多光太郎元東北帝国大学総長、平賀譲東京帝国大学総長、八木秀次東京工業大学学長、西田幾多郎京都帝国大学名誉教授、波多野精一同教授などの教育界関係者をはじめ、政治家の東郷実、森コンツェルンの森矗昶・森曉親子、東京川崎財閥の川崎守之助をはじめとする財政界の支援を受けながら、数は少なかったものの、皇族で、陸軍大将の東久邇宮稔彦王や、大日本帝国海軍では永野修身元帥海軍大将や財部彪海軍大将、山梨勝之進海軍大将、大日本帝国陸軍では菱刈隆陸軍大将や土肥原賢二陸軍大将などの軍関係者も小原の考えに共感し、長年に渡って小原を支援していた。
当時、激しい反対・抵抗勢力がいる中で、大学設立計画が成功したのは東久邇宮稔彦王・永野修身海軍元帥の働きかけと、橋田邦彦文部大臣の尽力が寛大だったと言われている。大学設立申請の途中（近衛文麿内閣時）で、文部省（現：文部科学省）の指導によって、日本だけでなくアジアや世界を視野に国策的な意図をもった大学へと発展、太平洋戦争中の1942年5月15日（東条英機内閣時）に「興亞工業大學」の名称の6年制の理工系大学として玉川学園内に設立された。戦前当時の日本で6年制の理工教育を行うことを許可されていた大学は帝国大学各校と東京工業大学、そして私立大学では早稲田大学理工学部と慶應義塾大学理工学部（旧藤原工業大学）と千葉工業大学（旧興亞工業大學）の3校のみ。また、当時の旧制大学の中では珍しく創立時から大学院の設置も構想されていたという。大学設立の際、不足していた実験設備や実験機器などは東京帝国大学と東京工業大学からの取り計らいにより共同利用させてもらうことで対処した。
創立時は戦争中だったこともあり、日本全体が国への奉公一辺倒の時代だったが、興亜工業大学ではまだ自由な雰囲気があったため、急速に設立された開校当初、すべての建物がまだ完成していなかったが、大学予科の英語や音楽、古典、道徳などの教養科目授業を青空教室で行う対処をした。結果的に、この授業方式は生徒と先生との関係（先生を囲んでの授業）において建学の精神である「師弟同行」に近いものとなり、好まれたという。当時の在校生の回想録では『いずれの授業も和気あいあいとした授業で、文字通り、いい意味での「エコール・ビュイソエール（みどりの学園）」であった』と称している。
授業は学内のみでなく神社や寺、河川敷、喫茶店などでも行われ、ある時は「百聞は一見に如かず」「百聞は一労作に如かず」との教育理念のもと、小原國芳の発案で観光バスを連ねての東京名所の見学会が行われたり、第一ホテルなどでテーブルマナーの講習会などが行われたりもしたという。しかし、当時の学生の中には軍国思想に染まっているものも少なくなく、こういった自由な雰囲気に馴染めず、大学を中退して軍学校などに入りなおす者もいたという。
1944年（昭和19年）には大学本部と本科を東京都千代田区に大学予科を神奈川県川崎市へ移転。この時、学徒出陣によって空となっていた上智学院の校舎に移転した際、同学院との合併問題が文部省筋で浮上、実際に合併した際の校名を『麹町大学』とし具体的な要綱も作られ併契約書の案文を作成するところまできたが、上智学院側の役員だったナチスドイツの神父の署名が得られず、交渉は1945年（昭和20年）5月22日に打ち切りとなった。
戦時を通じ一部の理工系学生は徴兵を猶予されていたため、1943年（昭和18年）に実施された学徒出陣壮行会には出席していない。代わりに1944年（昭和19年）8月23日から学徒勤労令に基づき、兵器開発や生産など、陸軍・海軍関係の研究所や工場、松代大本営の造営などに動員された。この時、航空工学科の学生は東大航空研究所（現・宇宙航空研究開発機構-JAXA）に派遣され、糸川英夫のもとで航空機の研究開発を手伝った。中島飛行機三鷹工場の動員先では空襲で学生1名、引率の教員1名が犠牲となっている。また、この時期になると技術将校養成の高まりから陸軍士官学校や海軍兵学校などの士官学校と合同訓練が行われるようになった。
太平洋戦争が終結すると日本の敗戦により、これまでの日本の政策は否定され、アメリカの占領下で公職追放や国家政策の転換が計られた。この影響は、戦時中に国策大学として設立された興亜工業大学にも及び、1946年（昭和21年）には国の提案もあって千葉県君津町（現・君津市）の旧海軍施設跡へと移転し、校名も国策色が濃かった「興亜工業大学」から「千葉工業大学'」と改名した。さらに、それまでの政府の庇護下から外れたことによって、急速に資金難などの問題が発生し、経営環境が悪化。これに伴い、理工系大学の設立を模索していた芝浦学園や理工系学部の増設を考えていた中央大学、法政大学などとの合併話や早稲田大学への合流話など次々と浮上した。また、大学の設立意義や国策の旧制大学として設立された背景から、伝統ある同校をそのまま廃校することへの忍びなさから、当時GHQの政策によって新たに設立されようとしていた国立大学の千葉大学への合流構想なども持ち上がったが、いずれも実現には至らなかった。そうした動きの中で、在学生や教職員の多くはなんとか大学を存続させようと、学生たちの中には木更津港から船で横浜へ渡り、アルバイトで得た収入を大学にカンパする者も現れたが、最後は日本国民や千葉県民からの寄付や支援などもあってなんとか持ち直した。このように、君津校舎時代の千葉工業大学は、大学史上最も困難な時期であったが、寄付によって集めた資金をもとに、教職員と学生が協力して校舎の整備や大学の運営に尽力するなど、教職員と学生が一丸となっていた。また、大学周辺の住民との交流も盛んで、地域の住民チームとスポーツを楽しむなど、日常的に親しい関係が築かれており、時には大学の教養科目の講義を地域の学校や寺院などの施設を借りては行われ、町民も共に参加することもあったほか、学生たちは農作業など地域住民の仕事を手伝うなど、地域との深い結びつきがあった。しかし、君津校舎で発生した火災によって施設の多くが焼失してしまい、交流があった東京大学や東京工業大学などの協力を得ながら、学生を収容するための新たな施設を求めて候補地を探すことになる。
1947年（昭和22年）4月から一部の学生を千葉県津田沼町にあった田中航空機器製作所（後の田中工業）施設跡に移す。田中航空機器製作所の代表であった田中孝は「国破れて、いま教育を捨てたらどうなるか。工業人として郷土の遺産が失われようとしているのを目の前に見、黙っているわけにはいかない」という思いから受け入れを支援した。
その後、1950年（昭和25年）には国による旧軍施設の払い下げ提案を受け、田中航空機器製作所からJR津田沼駅前にあった旧陸軍の鉄道第2聯隊施設跡（現在の同県津田沼町（現・習志野市）の津田沼校地）に移転し、現在に至っている。

### 年表

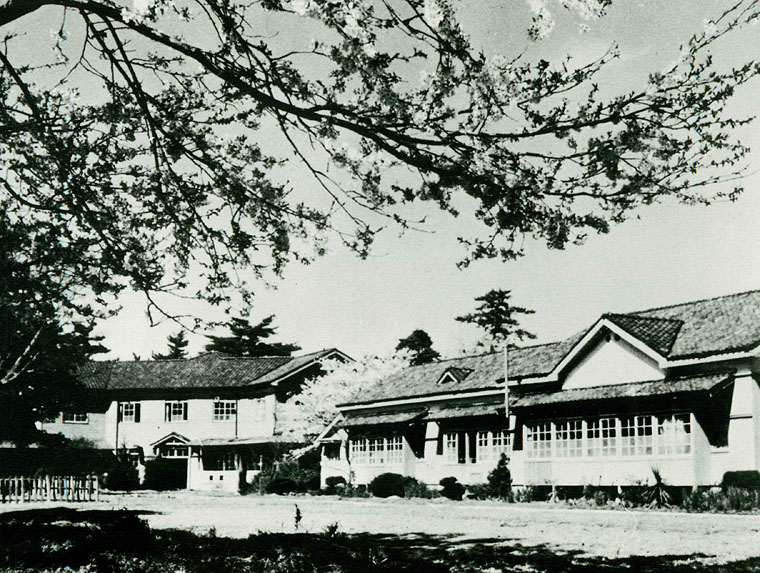
創設時に校舎が存在した玉川学園（1942年）

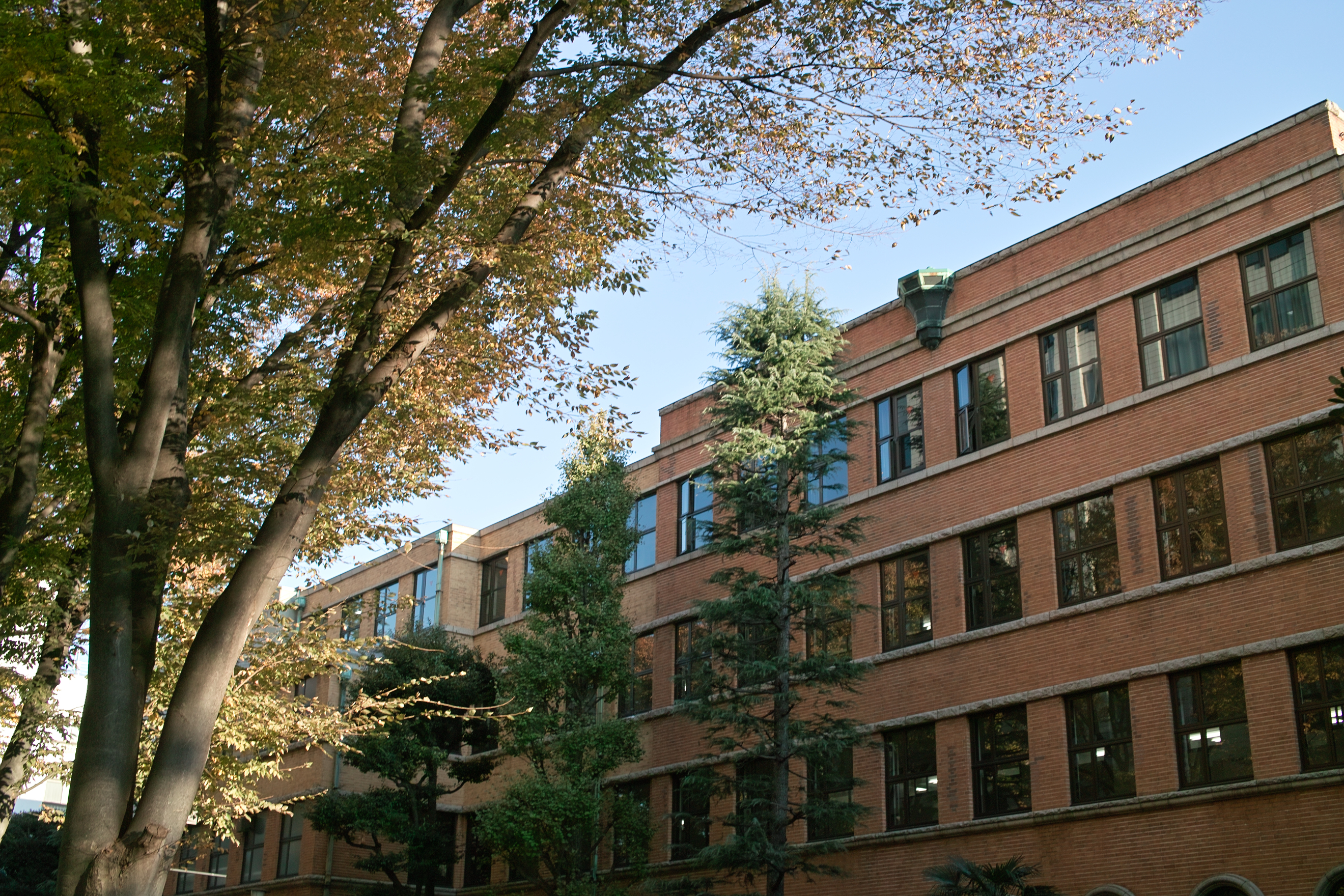
一時期校舎を構えた上智大学（1944年 - 1945年）

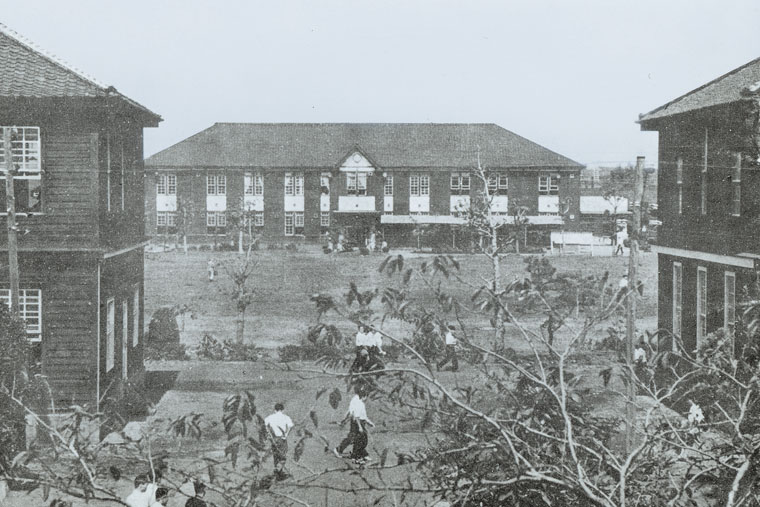
移転当初の津田沼キャンパス（1950年）

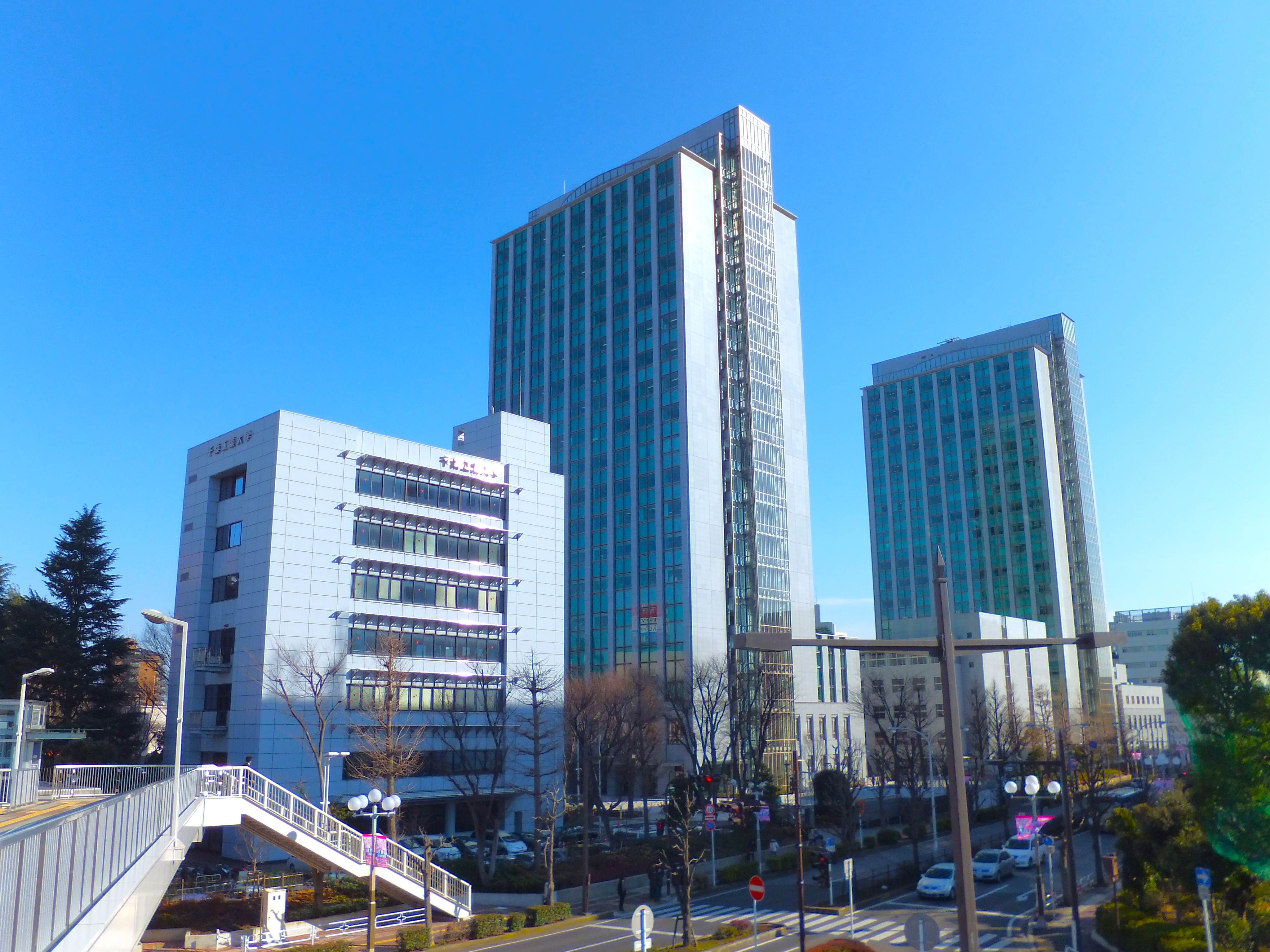
津田沼キャンパス（2012年）

| 年     | 月日     | 沿革 |
| ------ | -------- | --- |
| 1929年 | 4月      | 小原國芳が成城学園から分離し、町田に財団法人玉川学園を設立。幼稚部・初等部・中等部を設置。 |
| 1929年 | 6月      | 永野修身海軍兵学校長が学園視察に来訪。最高学府である大学設置構想を説明する。 |
| 1939年 | 9月      | 大学設置に向けて中等部の上に専門部（玉川塾）を設置し、森矗昶の協力を得て産学連携による実践教育を開始。 |
| 1940年 | 9月      | 東久邇宮が学園視察に訪れ、大学設置の構想が本格化。 |
| 1941年 | 6月      | 「玉川塾工業大学」設置許可申請を文部省（現・文部科学省）に行うが受理されず。 |
| 1941年 | 12月8日  | 太平洋戦争開戦 興亞工業大學設置許可申請文部省（橋田邦彦文部相）受理。 |
| 1942年 | 5月15日  | 東京府町田町（現東京都町田市）の玉川学園内に「興亞工業大学」の名称で創立（予科3年・本科3年） 小原國芳が理事・学監、東郷実が理事長、小西重直が学長、本多光太郎が顧問に就任。 |
| 1942年 | 5月24日  | 成城中学、早稲田中学で第1回入学試験を実施。 |
| 1942年 | 6月8日   | 開校式を実施。航空工学科（50名）、冶金学科（50名）、機械学科（60名）の160名が入学。 |
| 1943年 | 7月      | 小原國芳が理事・学監を辞任。森曉が2代目理事長に就任。 |
| 1943年 | 10月30日 | 顧問（顧問教授）の本多光太郎の後任として、東京工業大学学長の八木秀次が相談役に就任、新体制が決定する。 |
| 1944年 | 4月      | 玉川学園内から予科・財団本部が、皇居近くの東京市麹町区紀尾井町上智学院（上智大学）内に移転。 |
| 1944年 | 9月      | 神奈川県川崎市大師河原の日本冶金川崎製造所構内に学部（本科）仮校舎の使用許可を取得。 |
| 1944年 | 10月1日  | 日本冶金川崎製造所内に工学部（本科）を開設。 |
| 1945年 | 4月13日  | 東京空襲によって麹町本部・予科校舎が全焼。 |
| 1945年 | 5月25日  | 東京空襲の余波で川崎学部校舎も罹災。 |
| 1945年 | 9月      | 東久邇宮内閣によって太平洋戦争（第二次世界大戦）の日本の降伏文書調印。 君津の旧海軍施設の借用認可を申請、東京残留学生の授業を東京工業大学に委託。 戦災による実験設備の損失から学生を東大、東工大、東北大などに預け、卒業研究を開始。 |
| 1945年 | 11月11日 | 君津の旧海軍第2航空廠八重原工員養成所設等の施設（君津校舎）の設営管理を開始。 |
| 1946年 | 3月30日  | 東京から千葉県君津町に移転、教員・学生の意見一致のもと校名を「千葉工業大学」に改称。 |
| 1946年 | 12月4日  | 玉川学園側との会談の結果、小原國芳から寄贈された土地・建物を清算して不動産を所有しない大学となる。 |
| 1947年 | 2月7日   | 君津校舎のうち寮、食堂、図書館などを含む3/4が漏電による火災で延焼。 |
| 1947年 | 3月      | 公職追放の影響を受けて2代目理事長の森曉、学長の小西重直などが大学を去る。 |
| 1947年 | 9月30日  | 第1回卒業式。 |
| 1948年 | 4月      | 田中航空機器製作所津田沼工場の施設を学部校舎・寮として使用する為に文部省に認可申請。 予科寮を旧君津海軍病院施設に移転。 |
| 1948年 | 12月     | 千葉大学（当時設立準備中）への統合案が出るが教員・学生が反対し回避される。 |
| 1949年 | 4月      | 新制大学となる。 |
| 1949年 | 11月26日 | PPA創立。 |
| 1950年 |          | 旧鐵道第2聯隊跡地（現・津田沼校舎）を取得し、大学機能を移転。 |
| 1953年 | 11月     | 校歌制定。電気工学科を増設。 |
| 1954年 | 10月7日  | 大久保の旧軍施設（旧陸軍習志野学校）を取得。 |
| 1955年 |          | 電気工学科第2部を増設。 |
| 1961年 | 3月10日  | 電子工学科、工業化学科を増設。 |
| 1962年 | 8月      | 千種校地を取得。 |
| 1962年 | 12月20日 | 土木工学科、建築学科を増設。 |
| 1964年 | 4月1日   | 日本私立大学協会常務理事校となる。 |
| 1965年 | 8月11日  | 大学院修士課程（工業化学科、金属工学科）を設置。 |
| 1965年 | 8月11日  | 飯岡研修センターを開設。 |
| 1967年 | 3月31日  | 千種寮が完成。 |
| 1968年 |          | 千葉市千種校地に電子計算センター完成。 |
| 1972年 |          | 千種校地に硬式野球場・武道館完成。 |
| 1986年 |          | 芝園校舎（現・新習志野校舎）が完成。 |
| 1987年 |          | 茜浜運動施設（茜浜校地）完成。 |
| 1988年 |          | 工学部第一部情報工学科、工業デザイン学科を新設。 |
| 1989年 |          | 大学院工学研究科博士課程（金属工学専攻・工業化学専攻） 修士課程（機械工学専攻・電気工学専攻・電子工学専攻・建築学専攻）を増設。 |
| 1990年 |          | 第2部電子工学科・情報工学科・建築学科を増設。 大学院工学研究科博士課程（土木工学専攻）修士課程（精密機械工学専攻）を増設。 |
| 1991年 |          | 第1部既設学科（金属工学科を除く）の定員を増加。 大学院工学研究科博士課程（機械工学専攻・電気・電子工学専攻）を増設。 |
| 1992年 |          | 大学院工学研究科博士課程（建築学専攻・精密機械工学専攻） 修士課程（情報工学専攻・工業デザイン学専攻）を増設。 |
| 1994年 |          | 大学院工学研究科博士課程（情報工学専攻・工業デザイン学専攻）を増設。 |
| 1995年 |          | 大学院工学研究科修士課程（経営工学専攻）を増設。 |
| 1997年 |          | 第1部情報ネットワーク学科・プロジェクトマネジメント学科を増設。 |
| 1999年 |          | 工学部に社会人対象教育を充実するために昼夜開講制を導入。 ハイテクリサーチセンター開設。 |
| 2001年 |          | 工学部を改組し、情報科学部・社会システム科学部を新設して3学部制に移行。 3学部全学科に昼夜開講制を導入。 |
| 2002年 |          | 鯨生態観測衛星「観太くん」の打ち上げに成功。 |
| 2003年 |          | 工学部9学科を5学科に改変してフレックス制を導入 （機械サイエンス学科・電気電子情報工学科・生命環境科学科・建築都市環境学科・デザイン科学科の5学科）。 未来ロボットセンターを開設。 日本の大学としては初めてとなる完全直収型光ファイバー(FTTD)LANを構築。 大学としては世界初となる「非接触型手のひら静脈認証技術」および「多機能ICカード」を大学内諸施設へ導入。 |
| 2004年 |          | 大学院工学研究科11専攻を3研究科(工学研究科・情報科学研究科・社会システム科学研究科)7専攻に改組。 |
| 2005年 |          | 文部科学省の特色ある大学教育支援プログラムに採択、現代的教育ニーズ取組支援プログラムに選定される。 |
| 2006年 |          | 工学部に未来ロボディクス学科を新設。 |
| 2006年 | 4月      | 御宿研修センター開設。 格付投資情報センター（R&I）による格付けフォローアップ調査の結果「AA-（ダブルA・マイナス）」を維持。 |
| 2008年 |          | フレックス制を廃止し、全学部学科とも昼間部に移行。 |
| 2009年 | 4月      | 社会システム科学部に金融・経営リスク科学科を、また、大学院工学研究科に未来ロボティクス専攻を設置。 惑星探査研究センターを開設。 |
| 2012年 | 5月22日  | 東京スカイツリーイーストタワーに東京スカイツリータウンキャンパスを開設。 |
| 2014年 | 2月23日  | 東京スカイツリータウン(R)キャンパスAreaII開設。 |
| 2014年 | 4月      | 新学生寮（桑蓬寮・椿寮）完成 |
| 2015年 | 3月3日   | キャンパス内に千葉銀行と共同で、千葉工大ひまわり保育園を設置。 |
| 2015年 | 4月1日   | 人工知能・ソフトウェア技術研究センター STAIR Labを設立。 |
| 2016年 | 4月      | 国際金融研究センター（GiFr）、次世代海洋資源研究センター（ORCeNG）を設立。 |
| 2019年 | 9月26日  | 玉川大学と連携に関する協定を締結。 |
| 2023年 | 5月      | 第14代学長に伊藤穰一を選出。任期は2023年7月1日から2027年6月30日までの4年間。 |
| 2024年 | 4月      | 情報科学部と社会システム科学部を情報変革科学部と未来変革科学部に改組 |
| 2025年 | 4月      | 工学部機械電子創成工学科が宇宙・半導体工学科に改組 |

## 基礎データ

### 所在地
- 大学本部（津田沼キャンパス本号館・〒275-0016 千葉県習志野市津田沼2-17-1）
- 津田沼校地（津田沼キャンパス・千葉県習志野市津田沼）
- 芝園校地（新習志野キャンパス・千葉県習志野市芝園）
- 茜浜校地（茜浜運動施設・桑蓬寮・椿寮・千葉県習志野市茜浜）
- 千種校地（千種寮・千葉県千葉市花見川区千種町）

### 象徴
逍遙歌
桑蓬の歌
1946年（昭和21年）学生作詞、学生作曲。
たれ邯鄲の夢に酔ひ
1946年（昭和21年）松藤淳 作詞、山口猛 作曲。
あゝ狂瀾の
？年（昭和？年）作詞、？ 作曲。
饗宴の賦
？年（昭和？年）逍遙歌。？ 作詞、？ 作曲。
スクールカラー
紫紺色でDICカラーガイドのDIC256が指定されている。
モニュメント「永久の環」（芝園校舎）
メビウスの帯と無限の記号「∞」をモチーフにしたアルミ製のモニュメント。
東日本大震災後の修復工事の際に撤去された。

## 教育および研究

### 組織
| 学部・学科 | 大学院 |
| --- | --- |
| 工学部 - 機械工学科 - 宇宙・半導体工学科 - 先端材料工学科 - 電気電子工学科 - 情報通信システム工学科 - 応用化学科 | 工学研究科（博士前期課程・博士後期課程）※2019年度入学生まで - 機械サイエンス専攻 - 電気電子情報工学専攻 - 生命環境科学専攻 - 建築都市環境学専攻 - デザイン科学専攻 - 未来ロボディクス専攻 |
| 創造工学部 - 建築学科 - 都市環境工学科 - デザイン科学科                                                          | 工学研究科 (博士前期課程・博士後期課程) ※2020年度入学生から - 機械工学専攻 - 機械電子創生工学専攻 - 先端材料工学専攻 - 電気電子工学専攻 - 情報通信システム工学専攻 - 応用化学専攻         |
| 先進工学部 - 未来ロボティクス学科 - 生命科学科 - 知能メディア工学科                                              | 創造工学研究科(博士前期課程・博士後期課程) ※2020年度入学生から - 建築専攻 - 都市環境工学専攻 - デザイン科学専攻                                                                           |
| 情報変革科学部 - 情報工学科 - 認知情報科学科 - 高度応用情報科学科                                                | 先進工学研究科(博士前期課程・博士後期課程) ※2020年度入学生から - 未来ロボティクス専攻 - 生命科学専攻 - 知能メディア工学専攻                                                               |
| 未来変革科学部 - デジタル変革科学科 - 経営デザイン科学科                                                         | 情報科学研究科（博士前期課程・博士後期課程） - 情報科学専攻 |
| | 社会システム科学研究科（博士前期課程・博士後期課程） - マネジメント工学専攻 |

廃止された学科
| （旧制大学時） | （新制大学時） | （2003年工学部再編時） | （2024年情報科学部、社会システム科学部再編時） |
| --- | --- | --- | ---------------------------------------------- |
| - 工学部 - 航空工学科（1942-46・機械学科に編入） - 工業経営学科（1942-46・機械学科に変更） - 機械学科（1946-50・機械工学科に学科名変更） - 冶金学科（1942-1950・金属工学科に学科名変更） | - 工学部 - 機械工学科（1950-2003・機械サイエンス学科に改組） - 金属工学科（1950-2003・機械サイエンス学科に改組） - 工業経営学科（1950-2001・社会システム科学部に改組） - 電気工学科（1953-2003・電気電子情報学科に改組） - 電子工学科（1961-2003・電気電子情報学科に改組） - 工業化学科（1961-2003・生命環境科学科に改組） - 土木工学科（1963-2003・建築都市環境学科に改組） - 建築学科（1963-2003・建築都市環境学科に改組） - 精密機械工学科（1966-2003・機械サイエンス学科に改組） - 工業デザイン学科（1988-2003・デザイン科学科に改組） - 情報工学科（1988-2001・工学部から情報科学部に改組） - 情報ネットワーク学科（1997-2001・工学部から情報科学部に改組） - プロジェクトマネジメント学科（1988-2001・工学部から社会システム科学部に改組） | - 工学部 - 機械サイエンス学科 - 機械設計・開発コース - 機械工学コース - マイクロサイエンス工学コース - 先端材料工学コース - 電気電子情報工学科 - 総合システム工学コース - 電気工学コース - 電子工学コース - 情報工学コース - 生命環境科学科 - 環境創成工学コース - 遺伝子工学コース - 生体工学コース - 応用化学コース - 環境システムコース - 基礎自然科学コース - 建築都市環境学科 - 建築都市エンジニアリングコース - 地域デザインコース - 建築設計コース - デザイン科学科 - プロダクトデザインコース - 情報デザインコース - インテリアデザインコース - 未来ロボティクス学科 | \                                              |

### 運用システム
- 2005年より、多機能ICカード型の学生証を導入している。
- 2007年より、NTTドコモの端末が当時の芝園校舎全教室（翌年からは津田沼校舎も）に設置され、全授業でICカードによる出欠確認システムの運用が開始されたが、2015年度をもって使用終了し、端末も2016年度後期までに撤去された。
- 2016年より、入学時に貸与されるiPad miniにインストールされているアプリを用いた出席システムの運用が開始された。
- 2022年より、国内初の試みとしてNFTで学修歴証明書を発行。NFT修得証明書は仮想通貨のウォレットで証明データを管理できるため、様々なプラットフォームに接続、学びの成果をワンストップでアピールでき、ジョブ型雇用促進時代にも対応、記録の改竄ができないブロックチェーン技術の強みを活かし、学生のプライバシーにも配慮した仕様で情報漏洩リスクを軽減している[21]。また2025年には学習成果の可視化、そしてインセンティブ設計をブロックチェーンで実証、授業で獲得した仮想通貨をマイナンバーカードで決済する実験も行った[22]
- 2024年、アリゾナ州立大学と学術研究および教育の発展に向けた協定を締結[23][24]。
- 2024年に名誉博士称号を授与する制度を制定。学術文化や社会への功績が特に顕著であると認められ、教育研究に寄与した功績が顕著であると認められる者に贈られる。初めての称号贈呈は、彬子女王殿下に贈られ[25]、2025年にはブータン王国のジグミ・ケサル・ナムゲル・ワンチュク国王陛下、ロリーン・パウエル・ジョブズおよびリード・ギャレット・ホフマンにも贈られた[26]。
- 2025年、学校法人千葉武陽学園西武台千葉中学校・高等学校と包括的な連携に関する協定を締結した[27]。

### 採択されているプログラム
- 特色ある大学教育支援プログラム（特色GP）
  - 文部科学省・2005年
  - マルチメディア教材による教育・学習支援
  - シミュレータをベースにした理工学教育　e-Learning
- 現代的教育ニーズ取組支援プログラム（現代GP）
  - 文部科学省・2005年
  - 地域との連携による工科系キャリア学習支援
  - PMOによる地域共生型職業訓練教育システムの開発と実践

### 特色ある大学教育支援プログラム
2005年、文部科学省]が選定する「特色ある大学教育支援プログラム」に「マルチメディア教材による教育・学習支援」（副題：シミュレータをベースにした理工学教育　e-Learning）が採択された。情報インフラの整備、学生の授業評価や国内外の教育機関による第3者評価などを行い、シミュレータをベースにしたマルチメディア教材の作成と、それらを補助教材とする教育による教育効果が評価され採択された。

## 研究活動の特徴

### 附属の研究所

#### 未来ロボット技術研究センター[29]
2003年（平成15年）6月1日から、morph3の研究開発チームは科学技術振興機構の北野共生システムプロジェクトから千葉工業大学・未来ロボット技術研究センター（fuRo）に移籍。「人とロボットの共生」をテーマに未来のロボット技術に関する研究を行っている。
レスキューロボット・原発調査ロボット
東日本大震災後に福島第一原子力発電所へ最初に投入された国産ロボット「Quince」は、千葉工業大学と東北大学の共同開発である。また、千葉工業大学は遠隔操縦ロボット「SAKURA」を原子力緊急事態支援センターで試験運用したり、NEDOのプロジェクトによる「櫻壱號」の開発を行ったりしている。

#### 惑星探査研究センター[33]
2009年（平成21年）4月から、松井孝典前東京大学新領域創成科学研究科教授を所長に「惑星探査研究センター」を学内に開設した。センターではロボットによる宇宙探査を視野に入れ、研究を実施している。
鯨整体観測衛星「観太くん」
この取り組みは謎が多い鯨の生態を、衛星を使って宇宙から解明することを目的に立ち上げられた試みである。このプロジェクトは、学生達が人工衛星の設計、制作に携わる日本で初めてのケースとなった。また、衛星は学内の学科の域を超えて電気・電子分野、土木分野、機械工学分野、工業デザイン分野、建築分野などの学生が参加して開発された。鯨生態観測衛星「観太くん」は、2002年12月14日に種子島宇宙センターからH-IIAロケット4号機で打ち上げられ、予定の軌道上に乗った。「観太くん」から送られてきた観測情報は、学内外で研究に役立てられている。

はやぶさ2
宇宙航空研究開発機構（JAXA）と協力して行われている観測プロジェクト。
水星探査
宇宙航空研究開発機構 (JAXA) や欧州宇宙機関 (ESA) と協力した水星探査計画。

流星観測カメラシステム「メテオ」＋流星観測衛星「S-CUBE」
アメリカ航空宇宙局（NASA）と協力して行われた流星観測プロジェクト。

#### 地球学研究センター
2019年7月設立。分析化学など自然科学と、人文科学に属する考古学の学際的研究に取り組む。古代エジプトのツタンカーメン墓所副葬品である鉄剣の解析などで実績を上げている。

### 学校法人直轄の研究所
人工知能・ソフトウェア技術研究センター
2015年に米澤明憲を所長に迎え、学内に設立された研究所の一つ。センターでは幼児の言語獲得や学習過程の解明などを目標として研究をしている。
国際金融研究センター
2016年に小林孝雄を所長に迎え、学内に設立された研究所の一つ。国際的な金融システムの創造や創出などを目的に研究をおこなっている。
次世代海洋資源研究センター
2016年に学内に設立された研究所の一つ。日本の次世代を担う海洋資源の調査や、新たな関連産業の創出・発展を目的とした研究がなされている。
数理工学研究センター
変革センター
2021年に設立、世界中から多様な分野の研究者が結集し、専門性の枠を超えた新しい技術的・文化的なプラットフォームの創生を行っている。
デザイン＆サイエンス研究科 (School of Design and Science, SDS) 
通称SDS (School of Design and Science, SDS)は2026年4月より開設される。従来の学問分野の枠組みにとらわれず、プロジェクトを中心に据え、原則に導かれたアンチディシプリナリー（既存の学問分野の境界を越え、知識や手法を自由に統合し、問題解決や研究を行う）なコラボレーションを推進することを目的としている。また、SDS内では授業、作業、日常コミュニケーションにおいて英語が使われる。

### 過去の研究・開発

#### 千葉工業大学工学研究所
1970年から1975年にかけて設置されていた、社会貢献や産学連携に主眼を置いた研究所。
中島「橘花」
基礎科学にも優れた同大教授で海軍航空技術廠所属の中口博海軍技術大尉を中心に開発が進められた日本のジェット航空機。当初は中島飛行機内で開発が進められていた単座式エンジンをもとに計画されていたが、不調だった為、計画を大幅に変更し、石川島播磨重工業(IHI)の永野治によって開発されたネ20をベースに、大日本帝国海軍の双発ジェット戦闘攻撃機としてナチス・ドイツのメッサーシュミット社よりデザイン等概要図を受け、日本国内で手に入るパーツや燃料等の材料で製造できるように細部を含め内部構造設計された。日本初の国産ジェット機でもある。

## 学生生活

### サークル活動
以下の学生を主体とした自治組織によりサークルの運営・企画などが行われている（2020年（令和2年）5月現在）。
体育会
- 38サークル（28部、6同好会、4愛好会）が所属する。
- 例年『体育会誌』が発行されている。

文化会
- 35サークル（30部、5同好会）が所属する。
- 2012年（平成24年度）より『文化会誌』が発行されるようになった[要出典]。

### イベント
文化の祭典
毎年5月下旬に文化系サークルを中心に学生の企画・運営で開催される文化祭。
スポーツフェスティバル
毎年10月中旬に体育会を中心に学生の企画・運営で開催されるスポーツイベント。自由参加で体育会（部活）に所属していない学生も参加できる。卓球やサッカーなど球技が主体。
津田沼祭
毎年11月下旬に津田沼祭実行委員会・学友会執行委員会を中心に学生の企画・運営で開催される学園祭。1970年代頃からキャンパスが立地する地域との交流促進のため、当地の地名を取って「津田沼祭」と呼称するようになった。

## 施設

### キャンパス

#### 津田沼キャンパス
- 所在地：千葉県習志野市津田沼
- 使用学年：3・4年、大学院
- 使用学部：全学部
- 使用研究科：stub
- 使用附属施設：工作センター
- 敷地面積： 53,961.00 ㎡
- 交通アクセス

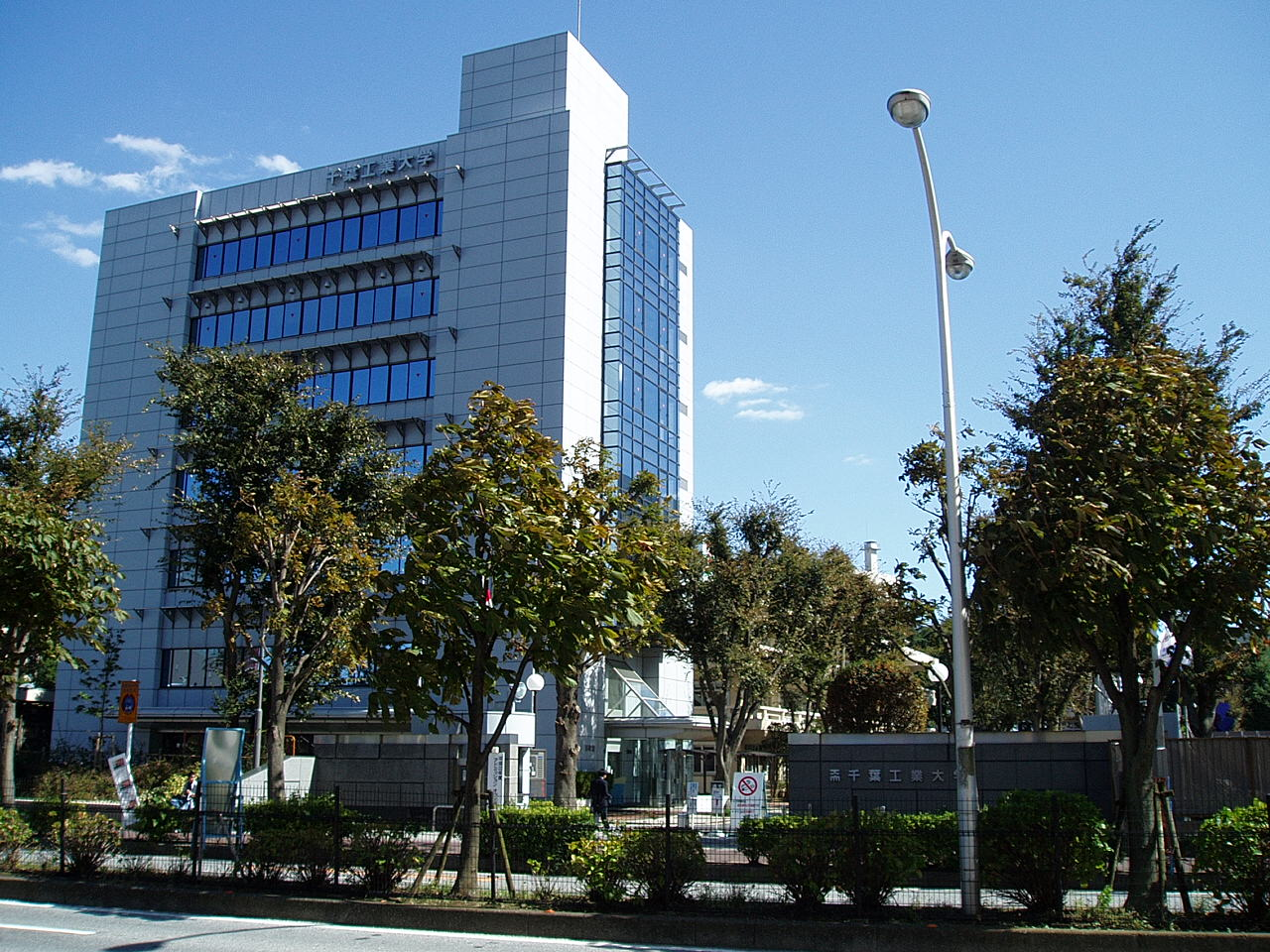
津田沼キャンパス正門

  - 鉄道：JR東日本総武本線津田沼駅下車1分、京成電鉄松戸線新津田沼駅下車4分
  - バス：船橋新京成バス・京成バス・ちばレインボーバス「津田沼駅」バスターミナル下車すぐ

2006年からのキャンパス再開発5か年計画によって、2008年に新1号棟が完成した。2010年に学生ホールが、2011年に新2号棟が完成した。2013年に、新1号棟を2号館、新二号棟を1号館、学生ホールを3号館と名称変更した。

#### 新習志野キャンパス
- 所在地：千葉県習志野市芝園
- 使用学年：1・2年
- 使用学部：全学部
- 使用研究科：stub
- 使用附属施設：クラフトハウス
- 敷地面積：123,574.00 ㎡
- 交通アクセス

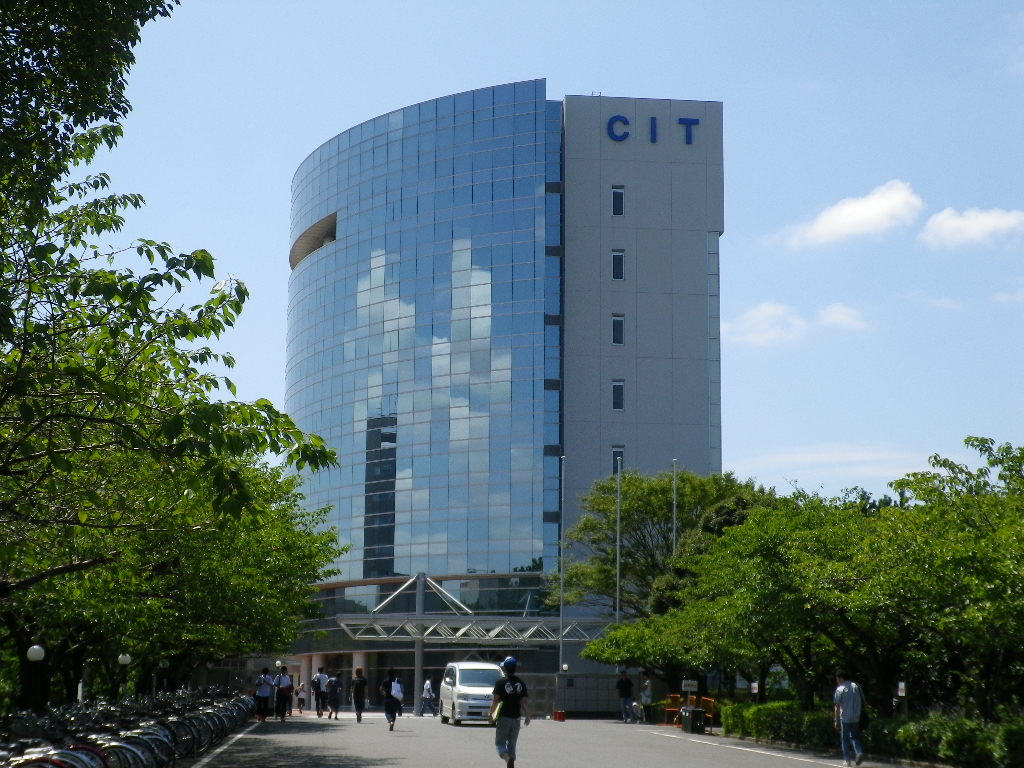
新習志野キャンパス正門

  - 鉄道：JR東日本京葉線新習志野駅下車、南口より徒歩6分[42]
  - バス：京成バス「千葉工業大学入口」停留所下車、徒歩3分[42]

幕張新都心に隣接している。千葉工業大学では「環境と人にやさしいキャンパス」と標榜している。2013年4月に、芝園キャンパスから新習志野キャンパスに名称変更した。

#### 東京スカイツリータウンキャンパス
- 所在地：東京都墨田区押上
  - 鉄道：東武伊勢崎線とうきょうスカイツリー駅下車すぐ

東京スカイツリーソラマチ8階に設けられたサテライトキャンパス。レスキューロボットや超巨大ロボティックスクリーンなどが展示されている。

### 運動施設

#### 茜浜校地(運動場)
- 所在地：千葉県習志野市茜浜
- 敷地面積：98,304.00 ㎡
- 交通アクセス
  - 鉄道：JR東日本京葉線新習志野駅下車徒歩20分
  - バス：京成バス（習志野市ハッピーバス）「海浜公園」停留所下車すぐ[43]、

新習志野(芝園)キャンパスの南方に存在し、野球場、サッカー場などがある。1987年に設置された。

### 寮
男子寮の名称は「桑蓬」と称する。この名称は中国の故事「桑蓬之志」に由来。
桑蓬寮（そうほうりょう）
新習志野キャンパス傍にある男子寮で、2014年に完成。
椿寮（つばきりょう）
新習志野キャンパス傍にある女子寮で、2014年に完成

## 大学関係者と組織

### 大学関係者組織
- 千葉工業大学同窓会 - 学生・卒業生・教職員による同窓会[45]
- 千葉工業大学PPA - 保護者・教職員による後援会組織[46]。

### 大学関係者一覧
- 千葉工業大学工学研究所#組織
- 未来ロボット技術研究センター#人員

## 対外関係

### 他大学・高専との協定（国内）

#### 包括提携校
大学
- 国立大学法人・千葉大学（千葉県）
- 学校法人佐野学園・神田外語大学（千葉県）
- 学校法人玉川学園・玉川大学（東京都）
- 国立大学法人・山梨大学（山梨県）
- 学校法人藤田学園・藤田医科大学（愛知県）

高等専門学校
- 国立
  - 木更津工業高等専門学校（千葉県）
  - 茨城工業高等専門学校（茨城県）
  - 小山工業高等専門学校（栃木県）
  - 長野工業高等専門学校（長野県）
  - 釧路工業高等専門学校（北海道）
  - 一関工業高等専門学校（岩手県）
  - 豊田工業高等専門学校（愛知県）
  - 東京工業高等専門学校（東京都）
  - 石川工業高等専門学校（石川県）
  - 沖縄工業高等専門学校（沖縄県）
  - 福島工業高等専門学校（福島県）
  - 長岡工業高等専門学校（新潟県）
  - 阿南工業高等専門学校（徳島県）
- 公立
  - 東京都立産業技術高等専門学校（東京都）

#### 単位互換協定校
四年制大学
- 千葉大学工学部
- 神田外語大学
- 敬愛大学
- 中央学院大学
- 千葉商科大学
- 千葉経済大学
- 帝京平成大学
- 東京情報大学
- 東邦大学
- 明海大学
- 放送大学
- 秀明大学
- 淑徳大学
- 麗澤大学
- 和洋女子大学

短期大学
- 昭和学院短期大学
- 千葉経済大学短期大学部
- 千葉敬愛短期大学
- 千葉明徳短期大学
- 三育学院短期大学

#### 連携大学院
- 独立行政法人産業技術総合研究所（つくば市）
- 独立行政法人物質・材料研究機構（つくば市）

#### 中高等学校との協定
- 千葉県立千葉工業高等学校
- 千葉県立幕張総合高等学校
- 千葉県立津田沼高等学校
- 船橋市立船橋高等学校
- 八千代松陰中学校・高等学校

#### その他
- サイバー大学
- 私工大懇話会（図書館相互利用）
- 習志野3大学図書館協力会（千葉工業大学・東邦大学・日本大学（生産工学部））

### 海外学術交流（大学/機関）
文部科学省資料による。
アジア地域
- ハルビン工業大学（中国・姉妹校）
- 吉林大学（中国・姉妹校）
- 北京理工大学（中国・姉妹校）
- 国立台湾大学（台湾）
- 国立台北科技大学（台湾）
- 台湾東海大学（台湾）
- 国立成功大学（台湾）
- モンゴル科学技術大学（モンゴル）
- モンゴル国立大学（モンゴル）
- フィリピン大学ロスバニョス校（フィリピン）
- シンガポール生産技術研究所（シンガポール）
- 泰日工業大学（タイ）
- チュラロンコン大学薬学部・工学部（タイ）
- ベトナム国家大学ハノイ校工科大学（ベトナム）
- ベトナム国家大学ハノイ外国語大学（ベトナム）
- ハノイ工科大学（ベトナム）
- FPT大学（ベトナム）
- タイグエン大学（ベトナム）
- バンドン工科大学（インドネシア）
- 王立プノンペン大学（カンボジア）
- アミティ大学（インド）
- マレーシア科学大学（マレーシア）

中東地域
- エジプト日本科学技術大学（エジプト）

アフリカ地域
- ルワンダ国立大学（ルワンダ）

ヨーロッパ地域
- スウェーデン王立工科大学（スウェーデン）
- ルンド大学（スウェーデン）
- コンピエーニュ工科大学（フランス）
- キングス・カレッジ・ロンドン（イギリス）
- ルール大学（ドイツ）

アメリカ地域
- トロント大学工学部（カナダ）
- ブリティッシュコロンビア大学（カナダ）
- テネシー工科大学（アメリカ）
- ペンシルベニア州立大学（アメリカ）
- アラバマ大学ハンツビル校（アメリカ）
- コロラド大学ボルダー校（アメリカ）
- パシフィック大学（アメリカ）
- ミズーリ大学ローラ校（アメリカ）
- グアム大学（アメリカ）
- デポー大学（アメリカ）
- アグアスカリエンテス工科大学（メキシコ）
- テカマチャルコ工科大学（メキシコ）

#### 留学プログラム
語学研修
- グアム大学（英語）
- コンピエーニュ工科大学（フランス語）
- ハルビン工業大学（中国語）

短期留学
- ハルビン工業大学（中国）
- パシフィック大学（アメリカ）
- コロラド大学ボルダー校（アメリカ）

長期留学
- ハルビン工業大学（中国）
- スウェーデン王立工科大学（スウェーデン）
- コンピエーニュ工科大学（フランス）
- ペンシルベニア州立大学（アメリカ）

### 産官学間での連携
千葉工業大学では、企業、研究機関及び自治体、地域組織と連携して共同研究を行っている。
主な連携団体（判明分）

#### 企業との連携
- 大和ハウス・筑波大学（高齢者在宅健康管理・支援システムを共同開発）[48][49]
- ツクバリカセイキ・筑波大学・富士ソフト（布ベルト用自動走行計測ロボットの開発）[50]
- 習志野市産学官連携プラットホーム事業[51]
- 千葉銀行（中小企業向け助成制度「ちばぎん・研究開発助成制度」。千葉銀行、千葉大学と連携した中小企業向け助成制度）
- 三菱重工業（技術提携。原発ロボット「櫻弐號」などのロボットを共同で開発）
- 大成建設（自律型鉄筋結束ロボット「T-iROBO Rebar」などの建設用ロボットの共同で開発）
- パナソニック（ロボット家電の開発拠点を共同で設置）
- ジェフユナイテッド市原・千葉（包括連携。トレーニング施設の共同利用及びスポーツ交流）

#### 自治体との連携（協定）
千葉県
- 習志野市（平成26年3月25日）
- 浦安市（平成26年5月7日）
- 御宿町（平成28年6月6日）
- 千葉市（平成28年4月14日）
- 香取市（平成28年5月20日）
- 船橋市（平成30年7月17日）
- 市川市（平成30年10月16日）
- 勝浦市（平成31年1月29日）
- 酒々井町（平成31年3月6日）
- 九十九里町（令和元年5月29日）
- 八街市（令和元年11月7日）
- 南房総市（令和2年3月16日）
- 大多喜町（令和2年3月30日）
- 多古町（令和2年7月6日）
- いすみ市（令和2年7月13日）
- 館山市（令和2年10月2日）
- 睦沢町（令和2年10月20日）

#### 研究・教育機関との連携（協定）
- 国立科学博物館大学パートナーシップ
- 東京都立産業技術研究センター
- 大学研究交流オフィス
- コラボ産学官連携

## 社会との関わり

### 新聞広告「科学者に告ぐ」の公示
2022年5月千葉工業大学は『千葉日報』に「科学者に告ぐ」という表題の全面広告を掲載した。これは科学技術が軍事力に転用されることに警鐘を鳴らすものである。

### 工大の煉瓦門（文化財）

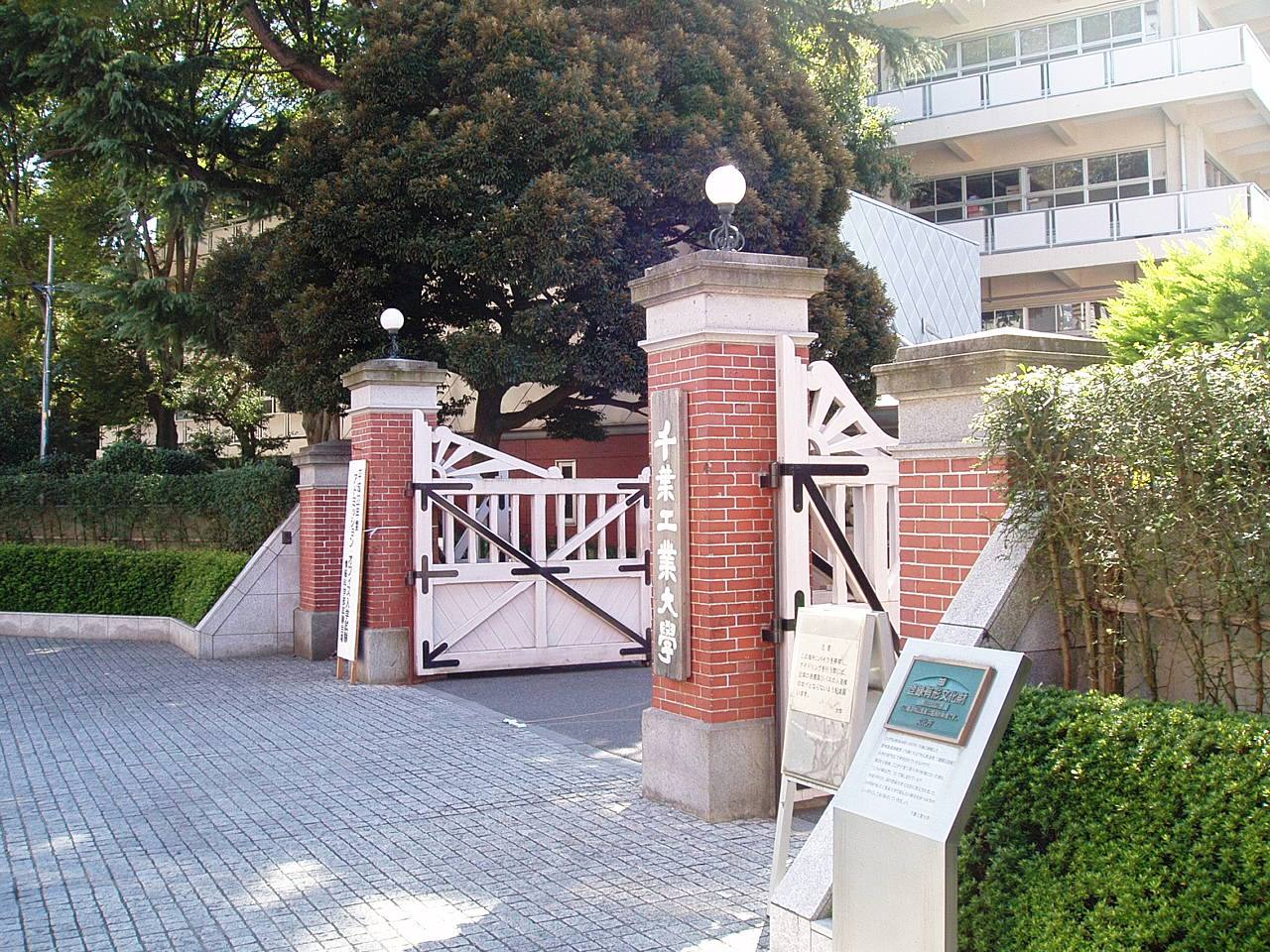
千葉工業大学通用門（旧鉄道第二連隊表門）

現在千葉工業大学が使用している通用門は、かつて同敷地内にあった鐵道聯隊が使用していた営門を残したもので、銀杏並木がならぶ通用門は国土の歴史的景観に寄与しているとして、1998年に登録有形文化財に登録された。一般には「工大の煉瓦（れんが）門」、または「工大の赤煉瓦（あかれんが）門」と呼ばれている。

### メディア
撮影協力・製作協力
- ボーイハント - 撮影協力
- 古畑任三郎 - 撮影協力
- ふたつのスピカ - ロボット協力
- ヤマトナデシコ七変化 - 撮影協力
- 医龍 -Team Medical Dragon- 3 - 撮影協力
- Paradise Kiss - 撮影協力
- 踊る大捜査線 THE FINAL 新たなる希望 - 撮影協力
- HERO - 撮影協力
- キカイダー REBOOT - 撮影協力及び企画協力
- 相棒 - 撮影協力
- コード・ブルー -ドクターヘリ緊急救命- - 撮影協力
- 下町ロケット - 撮影協力
- 仮面ライダージオウ - 撮影協力
- 仮面ライダーゼロワン - 撮影協力

事件・不祥事等
- 2012年に千葉工業大学側の報告によって経済産業省からの研究費使用に関して不正のあったことが発覚した[56]。具体的な不正の内容としては、千葉工業大学の研究者が物品などを購入していないにも関わらず、取引業者より購入したとする偽装工作を行い、同研究費から業者に物品購入代金として金を支払っていたというのが一点[56]、もう一点は千葉工業大学の研究者が同研究費を私的目的に使用し、その金の流れを取引業者に研究目的のための物品購入であったことを偽装工作させるなどした[56]、というものであった。これら千葉工業大学の不正に関し経済産業省は、交付した研究費の返還、一定期間研究費交付停止、などの処分を行った[56]。
- 2017年1月10日に大学教員が学生の成績情報などの個人情報をメールに添付し外部の複数の人物に送信してしまう事件が発生した[57]。流出した情報は、学生の氏名や学籍番号、成績などであったという[57]。

## 企業からの評価

### 出世力
- ダイヤモンド社の2006年年9月23日発行のビジネス誌『週刊ダイヤモンド』94巻36号（通巻4147号）「出世できる大学」と題された特集の出世力ランキング（日本の全上場企業3,800社余の代表取締役を全調査[58][59]）で、千葉工業大学は、2006年時点で存在する全国の744大学中、第50位にランキングされた[60]。